# Semen Ier Loup de Vasconie
Semen Ier Loup est un duc de Vasconie de 812 à 816. Son frère aîné, Sanche Ier Loup lui cède le pouvoir après douze années de règne.

## Historique

### Avant sa prise de pouvoir
Depuis leur victoire à la bataille de Roncevaux de 778, les Vascons et les Euskariens de la Vasconie citérieure ont pris conscience de leur pouvoir et tendent à préserver leur autonomie. Semen Ier Loup est le fils de Loup II.
Vasconie citérieure
Les Vascons avaient élevé au pouvoir, après la mort de Loup II, père de Semen Ier Loup, l'un de ses fils, Sanche Ier Loup qui reconnut la suzeraineté de Charlemagne et prit part, contre son sentiment mais par fidélité, à l'expédition organisée par le roi d'Aquitaine contre Barcelone en 801.
Mais cette reconnaissance fut de courte durée puisqu'en 802, Pampelune avait fait allégeance à l'émir de Cordoue Al-Hakam. Les Vascons prirent parti pour lui contre Louis le Débonnaire, fils de Charlemagne, et reconnurent sa suzeraineté. En 806, les chroniques franques confirment cette reconnaissance mais quelques années auparavant se remirent sous la domination des Francs.
La mort du vascon Bergon, comte de Fezensac permet aux Francs de choisir un des leurs, Liuthard, mais rend très mécontents les Vascons qui se révoltèrent contre le nouveau comte en tuant une partie de ses hommes dont certains par le feu. Louis le Débonnaire appliqua la loi du talion en brûlant les principaux rebelles à la diète de Toulouse.

### La Vasconie sousSemenIerLoup
Les Vascons sont de nouveau astreint à la soumission de Louis le Débonnaire et cela ne semble pas les satisfaire. Semen Ier Loup et ses hommes, des Euskariens des deux versants des Pyrénées, reprennent les armes quelque temps après et se révoltent contre les Francs. Au plaid annuel tenu à Toulouse en 812, Louis le Débonnaire exige « qu'on châtiât cet esprit de rébellion », ce que l'assemblée décida comme par acclamation.
Une nouvelle expédition de Louis le Débonnaire, arriva jusqu'à Pampelune en passant par Dax puis par le difficile passage des Pyrénées. Son objectif est d'y raffermir son autorité chancelante. Selon son biographe Vita Hludovici Pii, dans la Vasconie transpyrénéenne, Louis était libre d'exiger toute futilité publique et particulière. 
Après avoir séjourné à Pampelune, Louis retourne en Aquitaine par la route de Roncevaux et prend la précaution, cette fois-ci, afin de ne pas répéter la défaite de 778, de s'emparer comme otages des femmes et des enfants vascons qu'il ne libéra qu'une fois arrivé dans une zone sûre où son armée ne risquait plus d'embuscade.
Quand Louis le Pieux succède à Charlemagne en 814, la présence carolingienne sur la totalité de son immense territoire reste fragile. L'absence de Louis le Pieux dans la Marche hispanique, la Septimanie, la Vasconie et même le Toulousain se fait sentir. Cependant, à l'exception sans doute de la Vasconie, la légitimité carolingienne s'enracine.
En 816, se forme une coalition de seigneurs chrétiens contre les Musulmans d'Espagne. Les deux armées se heurtent lors de la bataille d’Abd-al-Krim qui dure treize jours. Son frère aîné Sanche Ier Loup ancien duc de Vasconie, est tué au cours de cette bataille, ainsi que son autre frère Garcia Loup, Comte de Dax. Garcia Ier Semen devient duc de Vasconie.

## Arbre généalogique
Ducs de Vasconie de 768 à 864
|                                     |                                     |                                     |                                     |                                     |                                     |  |  |                                        |                                        |                                        |                                        |                                        |                                        |  |  | Ier - Loup II (768-778)           |                                   |                                   |                                   |                                   |                                   |  |  |                          |                          |                          |                          |                          |                          |  |  |                                  |                                  |                                  |                                  |                                  |                                  |  |  |  |  |  |  |  |  |  |  |  |  |  |  |  |  |  |  |  |  |  |  |
|                                     |                                     |                                     |                                     |                                     |                                     |  |  |                                        |                                        |                                        |                                        |                                        |                                        |  |  |                                   |                                   |                                   |                                   |                                   |                                   |  |  |                          |                          |                          |                          |                          |                          |  |  |                                  |                                  |                                  |                                  |                                  |                                  |  |  |  |  |  |  |  |  |  |  |  |  |  |  |  |  |  |  |  |  |  |  |
|                                     |                                     |                                     |                                     |                                     |                                     |  |  |                                        |                                        |                                        |                                        |                                        |                                        |  |  |                                   |                                   |                                   |                                   |                                   |                                   |  |  |                          |                          |                          |                          |                          |                          |  |  |                                  |                                  |                                  |                                  |                                  |                                  |  |  |  |  |  |  |  |  |  |  |  |  |  |  |  |  |  |  |  |  |  |  |
| Centulle Loup                       | Centulle Loup                       | Centulle Loup                       | Centulle Loup                       | Centulle Loup                       | Centulle Loup                       |  |  |                                        |                                        |                                        |                                        |                                        |                                        |  |  | IIe - Sanche Ier Loup (801-812)   | IIe - Sanche Ier Loup (801-812)   | IIe - Sanche Ier Loup (801-812)   | IIe - Sanche Ier Loup (801-812)   | IIe - Sanche Ier Loup (801-812)   | IIe - Sanche Ier Loup (801-812)   |  |  |                          |                          |                          |                          |                          |                          |  |  | IIIe - Semen Ier Loup (812-816)  | IIIe - Semen Ier Loup (812-816)  | IIIe - Semen Ier Loup (812-816)  | IIIe - Semen Ier Loup (812-816)  | IIIe - Semen Ier Loup (812-816)  | IIIe - Semen Ier Loup (812-816)  |  |  |  |  |  |  |  |  |  |  |  |  |  |  |  |  |  |  |  |  |  |  |
| Centulle Loup                       | Centulle Loup                       | Centulle Loup                       | Centulle Loup                       | Centulle Loup                       | Centulle Loup                       |  |  |                                        |                                        |                                        |                                        |                                        |                                        |  |  | IIe - Sanche Ier Loup (801-812)   | IIe - Sanche Ier Loup (801-812)   | IIe - Sanche Ier Loup (801-812)   | IIe - Sanche Ier Loup (801-812)   | IIe - Sanche Ier Loup (801-812)   | IIe - Sanche Ier Loup (801-812)   |  |  |                          |                          |                          |                          |                          |                          |  |  | IIIe - Semen Ier Loup (812-816)  | IIIe - Semen Ier Loup (812-816)  | IIIe - Semen Ier Loup (812-816)  | IIIe - Semen Ier Loup (812-816)  | IIIe - Semen Ier Loup (812-816)  | IIIe - Semen Ier Loup (812-816)  |  |  |  |  |  |  |  |  |  |  |  |  |  |  |  |  |  |  |  |  |  |  |
|                                     |                                     |                                     |                                     |                                     |                                     |  |  |                                        |                                        |                                        |                                        |                                        |                                        |  |  |                                   |                                   |                                   |                                   |                                   |                                   |  |  |                          |                          |                          |                          |                          |                          |  |  |                                  |                                  |                                  |                                  |                                  |                                  |  |  |  |  |  |  |  |  |  |  |  |  |  |  |  |  |  |  |  |  |  |  |
| Ve - Loup III Centulle (818-819)    | Ve - Loup III Centulle (818-819)    | Ve - Loup III Centulle (818-819)    | Ve - Loup III Centulle (818-819)    | Ve - Loup III Centulle (818-819)    | Ve - Loup III Centulle (818-819)    |  |  | VIe - Aznar Sanche (820-836)           | VIe - Aznar Sanche (820-836)           | VIe - Aznar Sanche (820-836)           | VIe - Aznar Sanche (820-836)           | VIe - Aznar Sanche (820-836)           | VIe - Aznar Sanche (820-836)           |  |  | VIIe - Sanche II Sanche (836-852) | VIIe - Sanche II Sanche (836-852) | VIIe - Sanche II Sanche (836-852) | VIIe - Sanche II Sanche (836-852) | VIIe - Sanche II Sanche (836-852) | VIIe - Sanche II Sanche (836-852) |  |  | Sancie                   | Sancie                   | Sancie                   | Sancie                   | Sancie                   | Sancie                   |  |  | IVe - Garcia Ier Semen (816-818) | IVe - Garcia Ier Semen (816-818) | IVe - Garcia Ier Semen (816-818) | IVe - Garcia Ier Semen (816-818) | IVe - Garcia Ier Semen (816-818) | IVe - Garcia Ier Semen (816-818) |  |  |  |  |  |  |  |  |  |  |  |  |  |  |  |  |  |  |  |  |  |  |
| Ve - Loup III Centulle (818-819)    | Ve - Loup III Centulle (818-819)    | Ve - Loup III Centulle (818-819)    | Ve - Loup III Centulle (818-819)    | Ve - Loup III Centulle (818-819)    | Ve - Loup III Centulle (818-819)    |  |  | VIe - Aznar Sanche (820-836)           | VIe - Aznar Sanche (820-836)           | VIe - Aznar Sanche (820-836)           | VIe - Aznar Sanche (820-836)           | VIe - Aznar Sanche (820-836)           | VIe - Aznar Sanche (820-836)           |  |  | VIIe - Sanche II Sanche (836-852) | VIIe - Sanche II Sanche (836-852) | VIIe - Sanche II Sanche (836-852) | VIIe - Sanche II Sanche (836-852) | VIIe - Sanche II Sanche (836-852) | VIIe - Sanche II Sanche (836-852) |  |  | Sancie                   | Sancie                   | Sancie                   | Sancie                   | Sancie                   | Sancie                   |  |  | IVe - Garcia Ier Semen (816-818) | IVe - Garcia Ier Semen (816-818) | IVe - Garcia Ier Semen (816-818) | IVe - Garcia Ier Semen (816-818) | IVe - Garcia Ier Semen (816-818) | IVe - Garcia Ier Semen (816-818) |  |  |  |  |  |  |  |  |  |  |  |  |  |  |  |  |  |  |  |  |  |  |
|                                     |                                     |                                     |                                     |                                     |                                     |  |  |                                        |                                        |                                        |                                        |                                        |                                        |  |  |                                   |                                   |                                   |                                   |                                   |                                   |  |  |                          |                          |                          |                          |                          |                          |  |  |                                  |                                  |                                  |                                  |                                  |                                  |  |  |  |  |  |  |  |  |  |  |  |  |  |  |  |  |  |  |  |  |  |  |
| Donat Loup Premier comte de Bigorre | Donat Loup Premier comte de Bigorre | Donat Loup Premier comte de Bigorre | Donat Loup Premier comte de Bigorre | Donat Loup Premier comte de Bigorre | Donat Loup Premier comte de Bigorre |  |  | Centulle Loup Premier vicomte de Béarn | Centulle Loup Premier vicomte de Béarn | Centulle Loup Premier vicomte de Béarn | Centulle Loup Premier vicomte de Béarn | Centulle Loup Premier vicomte de Béarn | Centulle Loup Premier vicomte de Béarn |  |  |                                   |                                   |                                   |                                   |                                   |                                   |  |  | VIIIe - Arnaud (855-864) | VIIIe - Arnaud (855-864) | VIIIe - Arnaud (855-864) | VIIIe - Arnaud (855-864) | VIIIe - Arnaud (855-864) | VIIIe - Arnaud (855-864) |  |  |                                  |                                  |                                  |                                  |                                  |                                  |  |  |  |  |  |  |  |  |  |  |  |  |  |  |  |  |  |  |  |  |  |  |

## Annexe